# هنري برنارد
هنري برنارد (بالفرنسية: Henry Bernard)‏ هو منافس ألعاب قوى فرنسي، ولد في 24 يوليو 1900 في بولون-بيانكور في فرنسا، وتوفي في 11 مايو 1967 في Névez ‏ في فرنسا.

## وصلات خارجية
- هنري برنارد على موقع الاتحاد الفرنسي لألعاب القوى (الفرنسية)
- هنري برنارد على موقع اللجنة الأولمبية الدولية (الإنجليزية)
- هنري برنارد على موقع أوليمبيديا (الإنجليزية)